# 史前一萬年
是一部於2008年上映的美國電影，由羅蘭·艾默瑞奇執導、史蒂文·斯崔特領銜主演。電影於2008年3月7日在北美上映。

## 劇情
西元前一萬年，故事年代約略在中石器時代，達力（D'Leh，史蒂文·斯崔特飾）是亞高（Yagahl）族年輕的猛獁象獵人。開始於達力年幼時，發生的兩件重大事件。首先，部落中的智者老媽（Old Mother，摩娜·哈蒙飾）的預言準確靈驗，一個年輕的碧眼女孩伊芙樂（Evolet，卡蜜拉·貝兒飾）的神秘到來，碧眼傳奇就此展開。其次，在猛獁象逐漸稀少的環境下，達力的父親離開部落，為族群去找尋新食物來源，父親的離開使得達力被冠上「懦弱之子」的汙名下長大。隨時間流逝，達力逐漸與伊芙樂產生情感，並且承諾伊芙樂永遠放在他的心中。
經過數年後，猛獁象群再度來到，亞高族最後一次的狩獵來臨，他們得獵捕象群來度過寒冬。掌持白矛的精神領袖帝克（Tic'Tic，克利夫·柯蒂斯飾），達力父親的舊友，宣告殺死猛獁象群的領頭公象的人，即可繼承傳說的北方白茅（White Spear of the North），同時可以獲得伊芙樂。達力和卡洛（Ka'Ren）互為死對頭，兩個人都想得到部落的領導權。當猛獁象群到來，亞高獵人們試圖捕捉最大隻的公象，但猛獁象力量強大企圖脫逃，達力因手被網繩纏住而被公象拖走，陰錯陽差下，公象最後跌落正巧刺中達力的茅上。除了帝克現場無人看見，達力順勢而配戴白矛當上領袖和得到伊芙樂的愛，然而帝克不願承認達力。最後在達力誠實面對將白茅歸還，但也失去伊芙樂的信任。

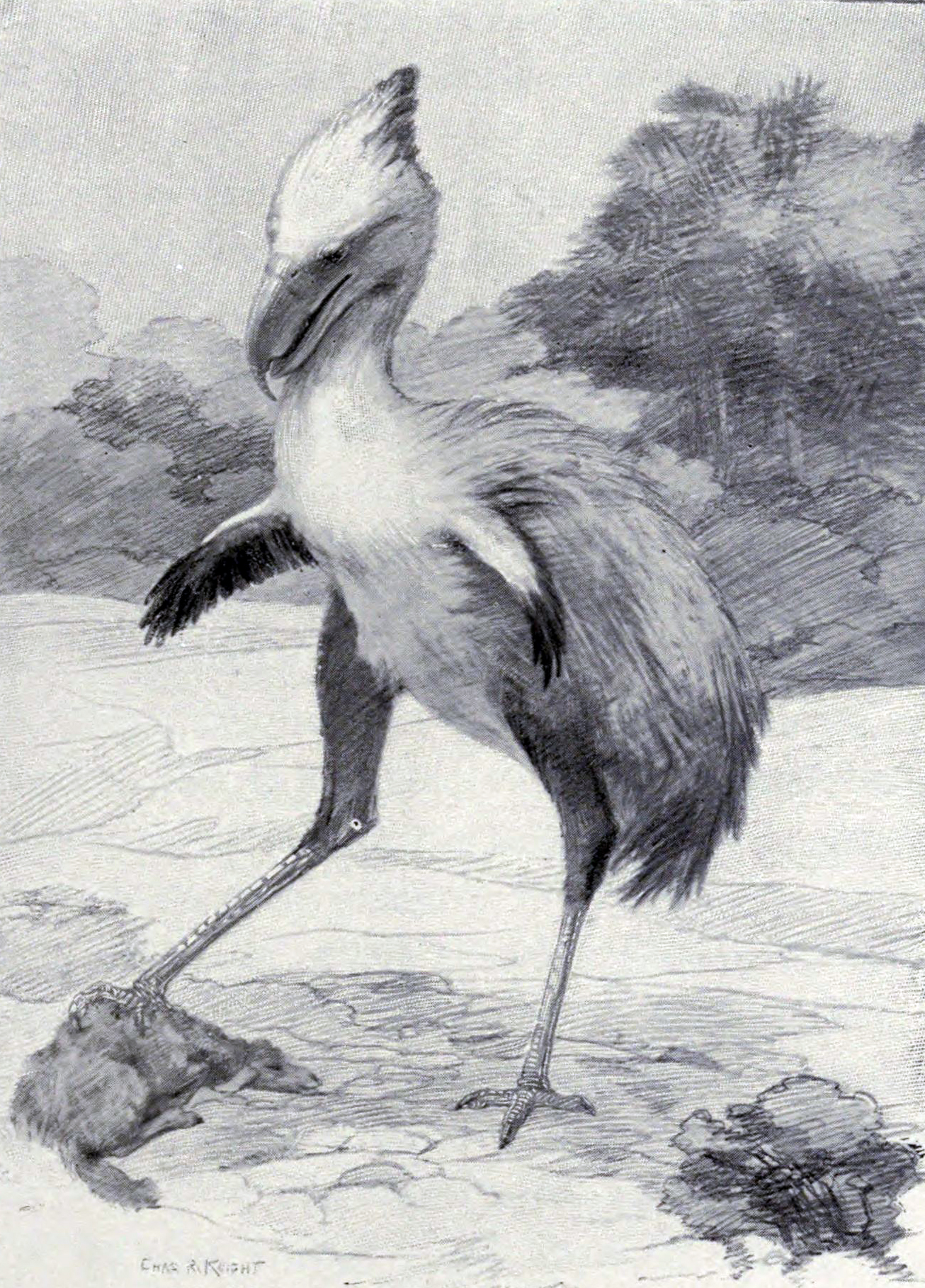
駭鳥的想像圖，十二呎高的食肉巨鳥

同一夜裡，預言中的「四腳惡魔」（four legged demons）劫奪蹂躪部落，騎在馬上的「四腳惡魔」從部族裡劫掠一些族人當奴隸，其中包括伊芙樂。達力在襲擊時正巧不在部落內而為少數生還者，他決定救回他的摯愛，與帝克、卡洛和不幸在攻擊意外中喪母的巴庫（Baku）一起踏上旅程。這趟旅程首先越過了白山（white mountains），在白山下的雨林遭到兇殘的駭鳥（Phorusrhacidae）攻擊，找到敵方休憩的地方後，卡洛和巴庫最後也被逮到捉走。而後，達力意外跌落捕捉獵物的陷阱裡，在深洞內發現有隻刃齒虎（Saber-toothed cat）同樣被困在裡頭，就算達力驚恐，終究還是救了劍齒虎且放牠走。
達力和帝克繼續前進，穿越了廣大的沙漠，找到一個農耕部落納古（Naku）族，就在當他們要攻擊達力兩人時，劍齒虎再度出現，而達力勇於面對牠，劍齒虎似乎曉得達力是先前救牠的人類，而跳開他並且保護他，此時納古族意識到他就是預言中
，懂得與劍齒虎溝通派來拯救族群的人。達力也從納古族的領袖，曾經遇過他父親的納古度（Nakudu），得知他的父親的下落。
附近地區的其他部落也聯手加入達力的部落聯盟，達力帶領部落聯兵穿越廣大的沙漠，找尋「蛇眼」到達伊芙樂和捉去作為奴隸族人的所在地──眾神之山（Mountain of the Gods）。在他們眼前是個浩大的文明工程，一些神秘的統治者，正在鞭打奴隸和猛獁象，為他們的「神」建立神壇和金字塔。為救出伊芙樂，達力偷偷潛入說服奴工抵抗高壓統治，帶領他們摧毀金字塔，最後在達力一箭刺穿那所謂的「神」，戰役結束重返自由。此刻伊芙樂從獵奴的領袖手中逃脫，卻被從背後暗算一箭射中，最終，老媽用盡氣力實現預言而使伊芙樂起死回生。
達力和亞高族人向納古族揮別後，返回到他們的部落。最後達力和伊芙樂栽種著納古度所贈予的種子，新的農耕技術使得亞高族能夠得以繼續永久生存下去。

## 演員
| 演員             | 角色        | 角色   | 註                         |
| ---------------- | ----------- | ------ | -------------------------- |
| 史帝芬·史翠      | D'Leh       | 達力   | 亞高（Yagahl）族猛犸象獵人 |
| 卡蜜拉·貝兒      | Evolet      | 伊芙樂 | 達力的摯愛                 |
| 克利夫·柯蒂斯    | Tic-Tic     | 帝克   | 亞高（Yagahl）族的精神領袖 |
| 摩娜·哈蒙        | Old Mother  | 老媽   | 亞高（Yagahl）族的預言智者 |
| 喬·維吉          | Nakudu      | 納古度 | 納古（Naku）族的領袖       |
| 莫·贊努          | Ka'Ren      | 卡洛   |                            |
| 納森·貝林        | Baku        | 巴庫   |                            |
| 班·巴德拉        | Warlord     | 軍閥   | 「四腳惡魔」的首領         |
| 馬可·康          | One-Eye     | 獨眼   | 軍閥的隨從                 |
| Reece Ritchie    | Moha        | 莫哈   |                            |
| Joel Fry         | Lu'kibu     |        |                            |
| Kristian Beazley |             |        | 達力的父親                 |
| Junior Oliphant  | Tudu        | 圖度   | 納古度的兒子               |
| Boubacar Badaine | Quina       | 奎伊納 | 其他族的領袖               |
| Tim Barlow       | Pyramid God | 「神」 |                            |
| 奧瑪·雪瑞夫      | Narrator    | 說書者 |                            |

## 製作
史前一萬年劇本最初由導演羅蘭·艾默瑞奇（Roland Emmerich）和製片哈洛德·克羅瑟（Harald Kloser）共同編寫，起初企劃案得到哥倫比亞電影公司（Columbia Pictures）通過策劃，劇本作家約翰·歐洛夫（John Orloff）開始著手劇本的草本階段。由於忙碌的發行行程，新力影業旗下的哥倫比亞公司停止此企劃，而後華納兄弟隨之取代新力影業的空缺。 劇本透過馬修·沙德（Matthew Sand）作第二次的修訂，最後由羅伯特·羅達（Robert Rodat）作最終版本確認。
導演執導電影不採用原始語言（類似於《受難記》或《阿波卡獵逃》），認為古語在情緒表達上比較欠缺魅力。
導演在2005年10月下旬開始電影角色徵選。 2006年2月卡蜜拉·貝兒和史帝芬·史翠（Steven Strait）雀屏中選，確定在影片中擔任演出，史翠飾演猛獁象獵人，而貝兒則為扮演他的愛人。 
導演認為選角若為知名演員，熟悉面孔較為難以呈現史前環境背景的真實感，他解釋「假若傑克·吉倫荷出現於此部影片，觀眾心中可能會想著『What's that?』」，而且較不知名的演員也可以幫助節省製片的預算。
2006年春天電影在南非和納米比亞開拍攝製。  
外景拍攝同時也到紐西蘭南島 和泰國取景。 在開拍前，製作團隊花費18個月在研發CGI（computer generated imagery），兩家公司合力重新打造模擬出逼真的史前動物，為了節省時間（單一模子需要花16小時去執行）移除CGI模型的一半皮毛，導演認為結果呈現出來「毛皮一半效果一樣」。

## 發行
《史前一萬年》原先預計2007年7月27日發行上映，往後延至2007年12月14日。 
而後電影再度二次順延至2008年3月7日上映。

### 評價
影評家給予《史前一萬年》的評價，根據2008年6月14日的電影評論網站爛番茄，119篇評論中只有9%的影評家給予正面的評價。而Metacritic網站25篇的影評中，平均分數100分只拿到37分，持負面評價的批評者認為：除了視覺可看之外，劇本太差勁且跟現有西方科學（幾百年）的所認知與歷史教導完全不一樣。

### 票房
《史前一萬年》首週全球票房高達1亿1000萬美金，躍居票房排行第一。在北美上映，以3573萬美金的票房成績拿下當週北美票房冠軍，排行第二的《大學生了沒》（College Road Trip）票房差距1200萬。
| 上一届： 《灌籃大帝》 | 2008年全美週末票房冠軍 3月9日 | 下一届： 《荷頓奇遇記》 |

## 外部連結
- 官方網站
- 互联网电影数据库（IMDb）上《史前一萬年》的资料（英文）
- 爛番茄上《史前一萬年》的資料（英文）
- Metacritic上《史前一萬年》的資料（英文）
- Box Office Mojo上《史前一萬年》的資料（英文）
- AllMovie上《史前一萬年》的资料（英文）